# The Great Depression
The Great Depression är ett studioalbum släppt av det kristna hardcorebandet Blindside. Skivan utkom 2005 och recenserades som "Årets svenska skiva" av olika tidningar, bland annat Expressen.

## Låtlista
1. "The Great Depression"  – 1:27
2. "This Is a Heart Attack"  – 3:10
3. "Ask Me Now"  – 3:34
4. "We're All Going to Die"  – 3:00
5. "Yemkela"  – 3:38
6. "Put Back the Stars"  – 3:57
7. "Fell in Love with the Game"  – 4:07
8. "City Lights"  – 3:13
9. "We Are to Follow"  – 4:02
10. "You Must Be Bleeding Under Your Eyelids"  – 4:56
11. "My Alibi"  – 4:33
12. "Come to Rest (Hesychia)"  – 4:29
13. "This Time"  – 4:47
14. "When I Remember"  – 4:27

### Fotnoter
1. ↑  ”The great depression / Blindside”. Svensk mediedatabas. 24 mars 2005. http://smdb.kb.se/catalog/id/002886965. Läst 25 september 2015.
2. ↑  Martin Carlsson (18 augusti 2005). ”Blindside: "The great depression"”. Expressen. http://www.expressen.se/noje/recensioner/musik/blindside-the-great-depression/. Läst 25 september 2015.